# Едегем
Едегем (нід. Edegem) — місто та муніципалітет у бельгійській провінції Антверпен.

## Географія
Розташований за 6 км на південь від центру Антверпена. Окрім міста до муніципалітету входить також три села: Ельсдонк, Моленвельд та Буйзеґем.

## Населення
Станом на 1 січня 2019 року населення Едеґема становило 22 063 особи. 

## Пам'ятки
- Сінт-Антоніюскерк (церква святого Антонія) — готична церква, будівництво якої датується XVI-XVII століттями
- Замок Гоф-тер-Лінден
- Замок Мусенборґ

## Відомі люди
Уродженці
- Сандер Барт   нідерландський хокеїст на траві, олімпійський медаліст.
- Марі Ґеверс[nl] (1883-1975) — бельгійська письменниця, франскільонка.
- Поль Віллемс[nl] (1912-1997) — бельгійський письменник, син Марі Ґеверс,франскільон.
- Фелікс Денаєр — бельгійський хокеїст на траві.
- Франсуа-Ксавьє де Доннеа[en] — колишній міністр оборони Бельгії, мер Брюсселя.
- Ільзе Гейлен — бельгійський дзюдоїст, бронзовий призер Олімпіади 2004 року в Афінах, Греція.
- Netsky — бельгійський музикант напрямку Drum'n'bass.
- Лоїк Люпаер — бельгійський хокеїст на траві.

Мешканці
- Крістін ван Брокговен[nl] — бельгійський мікробіолог, професор молекулярної генетики.
- Жан Бурґен (1954-2018) — бельгійський математик.
- Віллі Вандерстен[en] (1913-1990) — художник, автор всесвітньо популярних коміксів.
- Лео Тіндеманс — колишній прем'єр-міністр Бельгії.

## Світлини

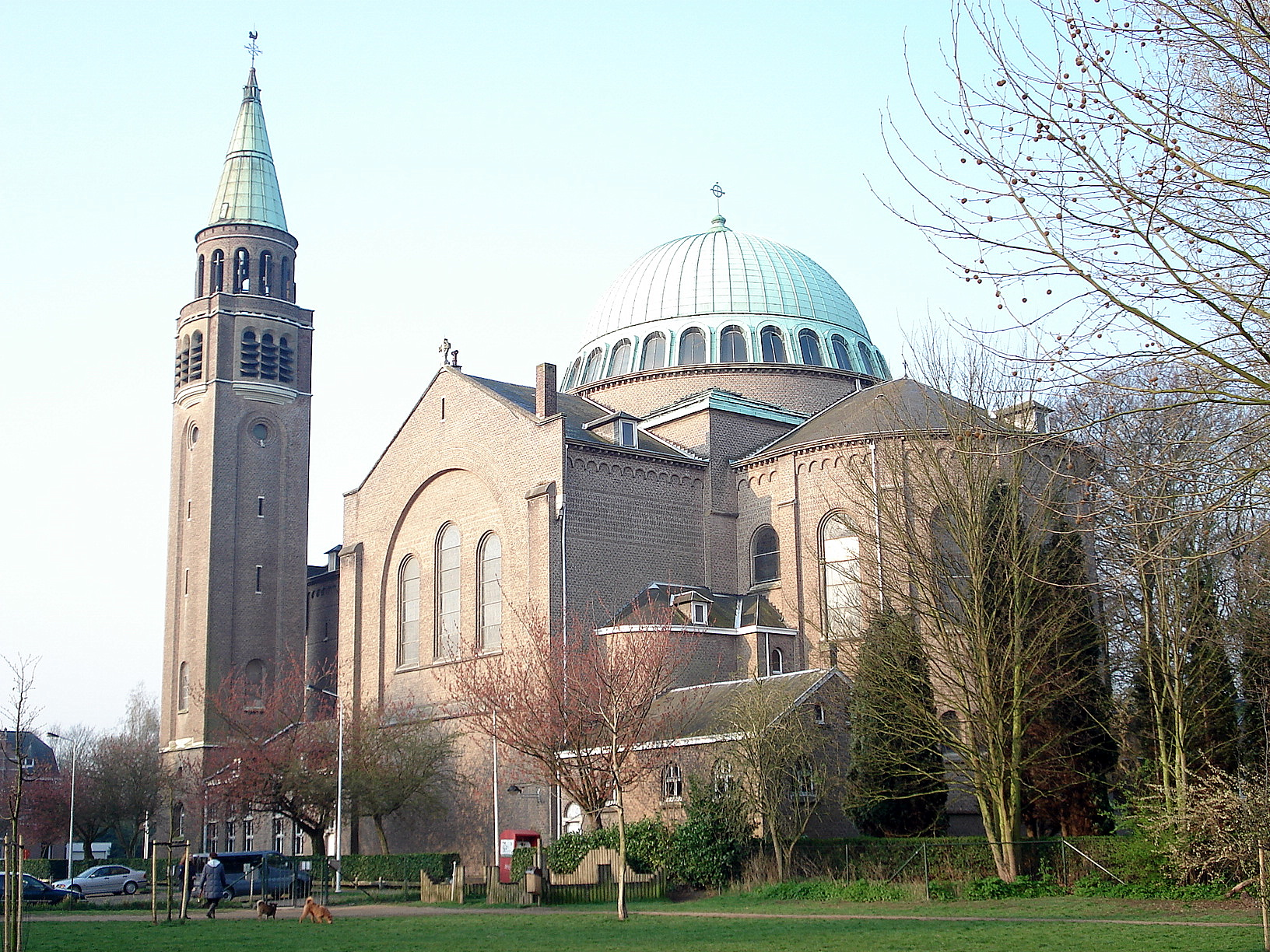
Базиліка Богоматері Лурдської
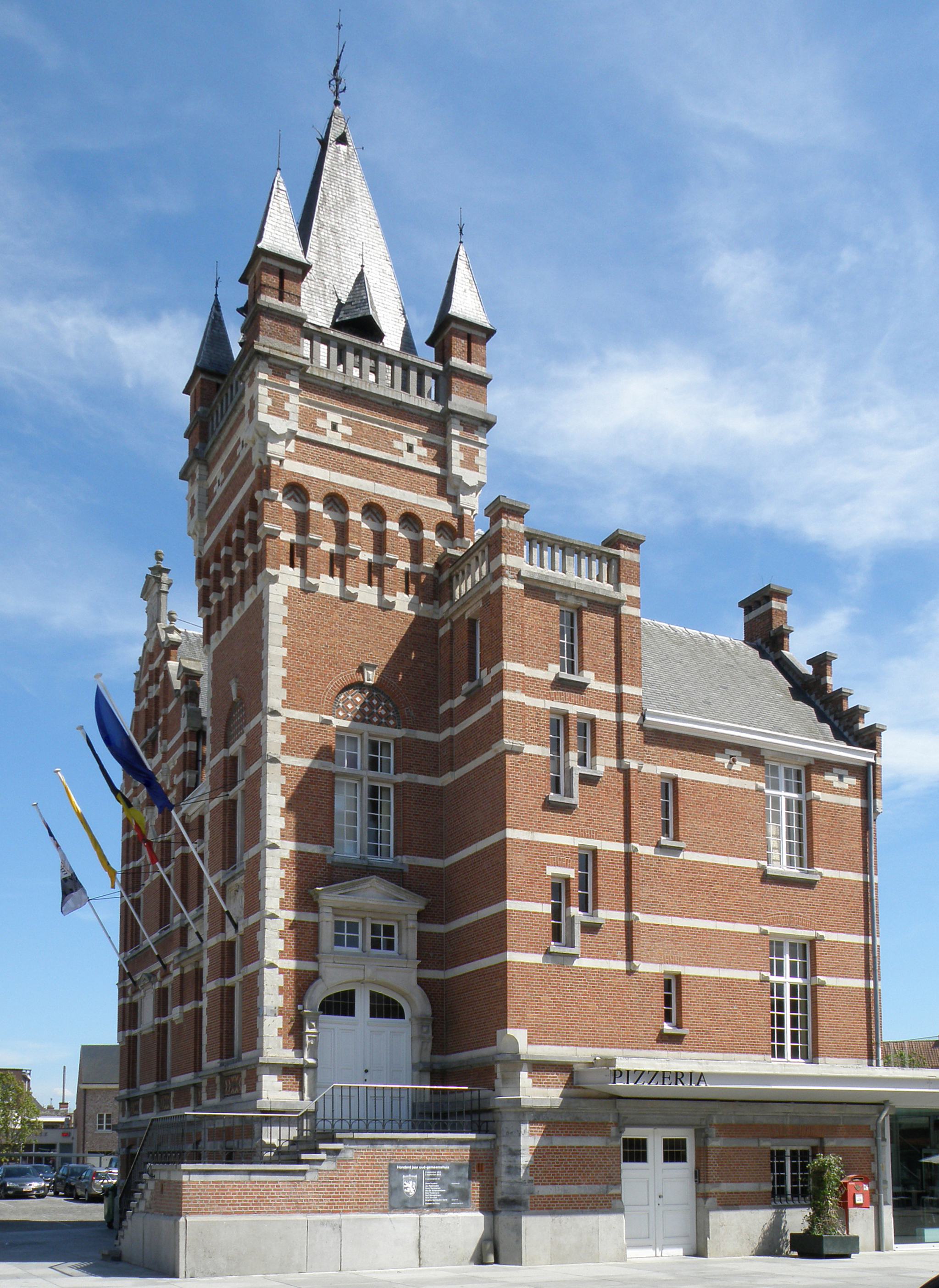
Ратуша
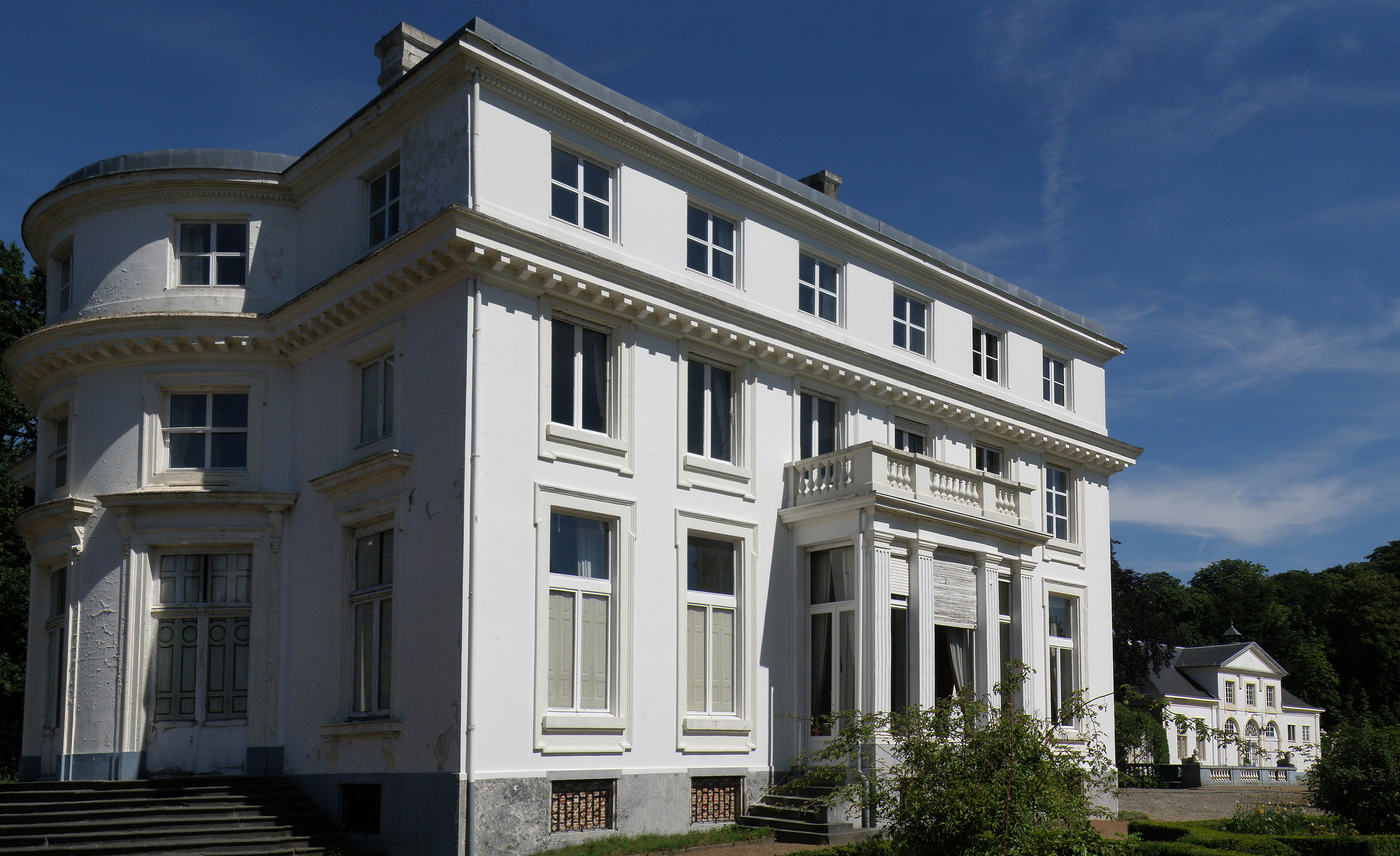
Гоф-тер-Лінден
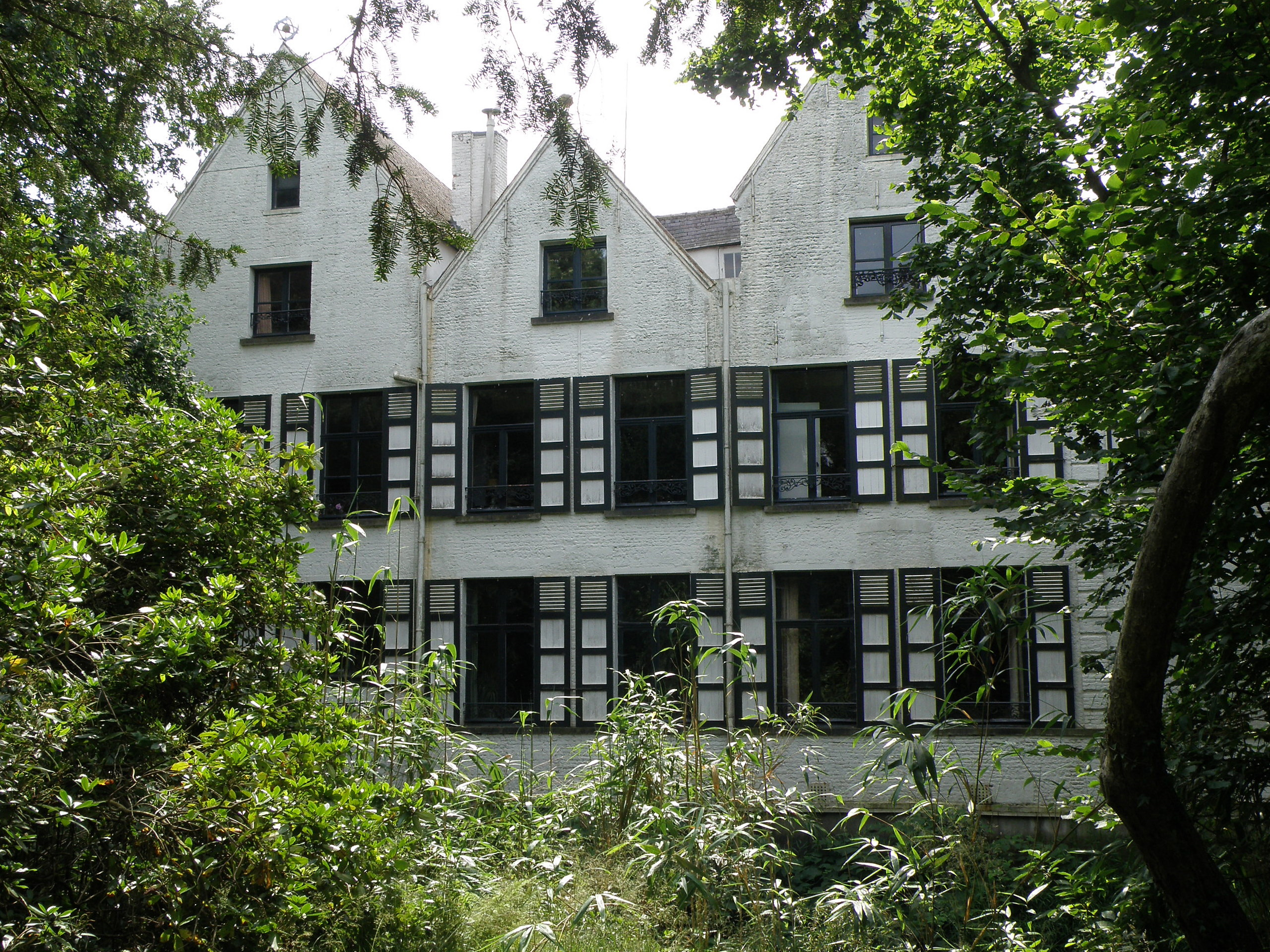
Замок Мусенборґ
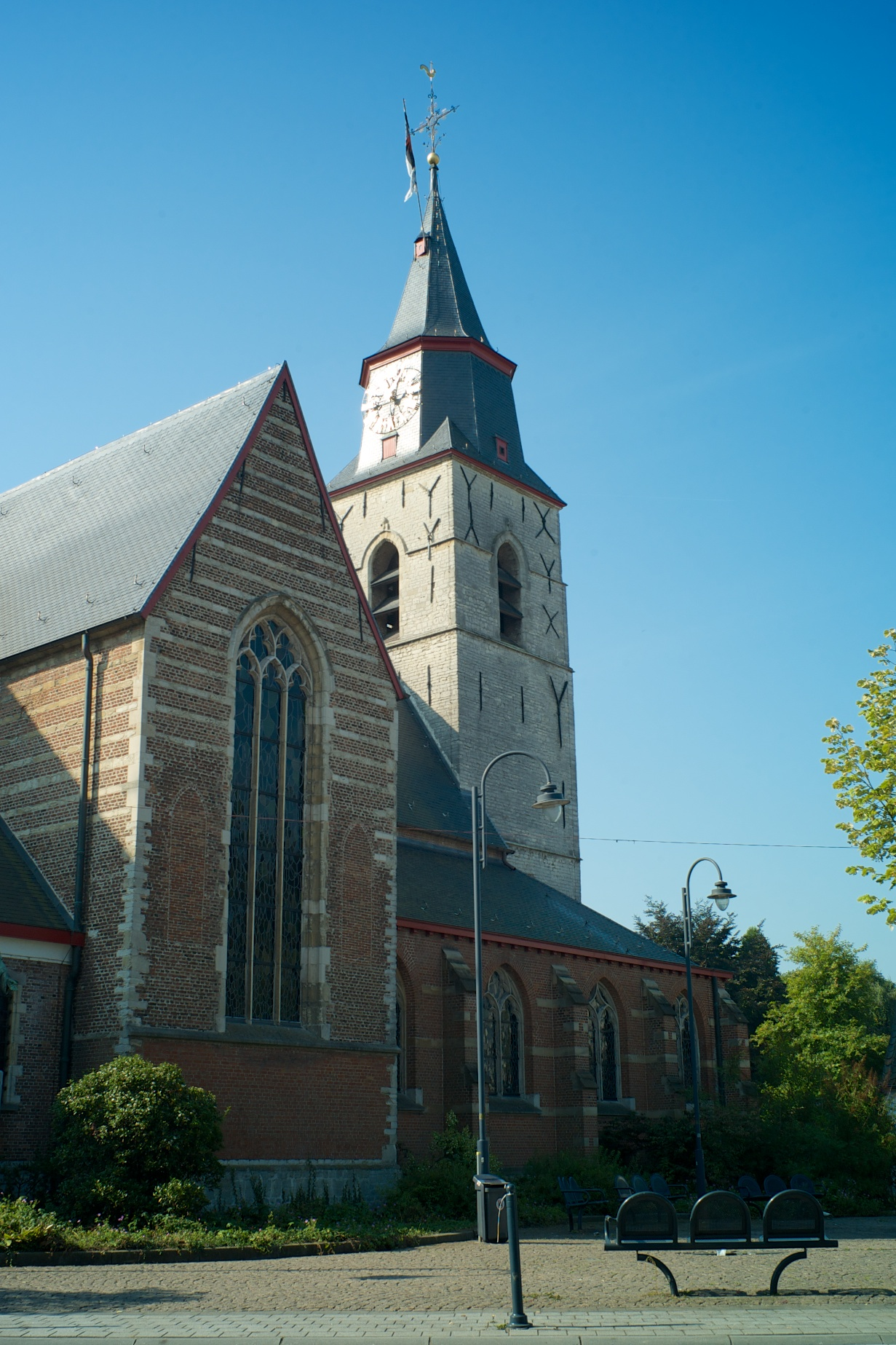
Церква святого Антонія